# Xerophyta arabica
Xerophyta arabica är en enhjärtbladig växtart som först beskrevs av John Gilbert Baker, och fick sitt nu gällande namn av Nanuza Luiza de Menezes. Xerophyta arabica ingår i släktet Xerophyta och familjen Velloziaceae. Inga underarter finns listade.